# フアン・イグナシオ・ラミレス
フアン・イグナシオ・ラミレス・ポレーロ（Juan Ignacio Ramírez Polero, 1997年2月1日 - ）は、ウルグアイ・コロニア県メルセデス出身のサッカー選手。ニューウェルズ・オールドボーイズ所属。ポジションはFW。

## クラブ経歴
2015年にリベルプールFCのトップチームに昇格。2016年2月1日のCAフベントゥ・デ・ラス・ピエドラス戦でプロデビュー。2017年3月12日のボストン・リーベル戦でプロ初ゴールを記録。以降得点能力が開花し、同年シーズンは25ゴールを記録。以後も毎シーズン20ゴール以上を決め、2019年シーズンは自己最多の29ゴールを記録。2020年シーズンには国内カップ戦スーペルコパ・ウルグアージャで優勝を経験した。

## 代表歴
2019年にペルーディビシオン開催されたパン・アメリカン・ゲームズに、U-22ウルグアイ代表で出場し、4位入賞。2020年にはU-23代表としてCONMEBOLプレオリンピック大会に出場した。